# Lommel United WS
Lommel United WS was een Belgische voetbalclub uit Lommel, actief in het vrouwenvoetbal. De club was aangesloten bij de KBVB met stamnummer 8599 en had groen als clubkleur. De club speelde tot 2012 als VV Dorperheide Girls Lommel.

## Geschiedenis
De ploeg begon in 1973 aan de voormalige glasfabriek in Lommel. Men speelde de eerste tien jaar competitie in een liefhebbersverbond. In 1978 sloot de club zich dan aan bij de Belgische Voetbalbond als VV Dorperheide Girls Lommel, waar men stamnummer 8599 kreeg. Men ging er van start in de Limburgse provinciale reeksen.
In 1982 bereikte Dorperheide Girls de nationale Tweede Klasse, toen het tweede en laagste nationale nationale niveau. Dorperheide eindigde het eerst seizoen zonder problemen en in het tweede wist het al de reeks te winnen. In 1984 stootte men zo door naar Eerste Klasse, het hoogste niveau.
In Eerste Klasse had Dorperheide Girls het sportief moeilijker. Het eerste seizoen eindigde men nog net boven de degradatieplaatsen, maar in het tweede seizoen strandde men op een voorlaatste plaats en zo degradeerde men in 1986 na twee jaar op het hoogste niveau weer naar Tweede Klasse. Het seizoen na de degradatie wist men echter meteen weer de titel te pakken in Tweede Klasse en zo keerde men in 1987 terug in Eerste Klasse. Deze terugkeer werd echter geen succes. Dorperheide Girls eindigde het seizoen in Eerste afgetekend op een allerlaatste plaats en degradeerde zo in 1988 meteen weer naar Tweede Klasse. Ditmaal kon men niet direct terugkeren, maar toch bleef de ploeg in de lift zitten. Na een seizoen in de middenmoot, haalde Dorperheide Girls in 1990 weer de titel in Tweede Klasse en promoveerde het voor de derde maal naar Eerste Klasse. Ook deze terugkeer werd geen succes. Opnieuw strandde men op een laatste plaats en in 1991 volgde weer een degradatie naar Tweede Klasse na amper een seizoen.
Ditmaal kon Dorperheide Girls niet terugkeren in Eerste Klasse en bleef het de volgende seizoenen in de middenmoot spelen in Tweede Klasse. In 1997 eindigde men uiteindelijk ook daar als voorlaatste in zijn reeks en zo zakte de club uit de nationale reeksen. In 2001 werden de nationale reeksen in het damesvoetbal uitgebreid met een nieuwe Derde Klasse en Dorperheide Girls kon opnieuw nationaal voetbal spelen in deze nieuwe reeks.
VV Dorperheide Girls Lommel kon zich handhaven in Derde Klasse. In 2006 eindigde men er al als tweede in Derde Klasse B en in 2007 wist men uiteindelijk deze reeks te winnen. VVDG Lommel promoveerde zo terug naar Tweede Klasse, waar het de volgende seizoenen bleef spelen. Nadat de ploeg op een terrein in Lommel-Werkplaatsen had gespeeld, daarna wegens grondsanering naar het terrein van KFC Verbroedering Lommel was verhuisd, ging men in 2010 spelen op de vrijgekomen terreinen van het pas gestopte Kerkhoven VC.
In 2012 waren er opnieuw competitiehervormingen in het damesvoetbal. Een nieuwe Belgisch-Nederlandse Women's BeNe League werd geïntroduceerd. Een nieuwe BeNe League Red werd gecreëerd en vormde voortaan het hoogste Belgische niveau. Acht Belgische eersteklassers traden toe tot die nieuwe reeks, waardoor er dat jaar zeven plaatsen vrijkwamen in Eerste Klasse. Dorperheide Girls was zesde geworden in Tweede Klasse en mocht zo meestijgen naar Eerste Klasse in 2012, al was dat voortaan niet langer het allerhoogste competitieniveau. Veel damesclubs verbonden zich aan mannenclub, en ook Dorperheide Girls ging in 2012 een samenwerking aan met Lommel United, aangesloten bij de Belgische Voetbalbond met stamnummer 2554 en actief in de Tweede Klasse van het mannenvoetbal. De damesclub bleef vooralsnog zelfstandig onder eigen stamnummer 8599 maar wijzigde haar naam in Lommel United WS (Lommel United Women Soccer).
Als Lommel United WS keerde de club dan ook terug in de Eerste Klasse. De terugkeer verliep echter moeizaam en Lommel eindigde als voorlaatste. Er moest een barrage gespeeld worden om in de competitie te blijven, maar die werd in een uit- en thuiswedstrijd verloren van tweedeklasser VC Dames Eendracht Aalst. Zo zakte Lommel in 2013 terug naar de Tweede Klasse.
De volgende jaren ging het verder bergaf met Lommel United WS. In het seizoen 2023/24 bevinden ze zich in 2e Provinciale Limburg.

In Maart 2024 werd beslist om Lommel United WS te laten opgaan in de damesploeg van Lommel SK. Stamnummer 8599 werd geschrapt. 